# Amadou Diallo (1975-1999)
Pour les articles homonymes, voir Diallo et Amadou Diallo.
Amadou Diallo (2 septembre 1975 à Sinoe au Libéria – 4 février 1999 à New York) était un jeune homme de 23 ans vivant aux États-Unis dans la Communauté des Peuls de New York et originaire d'Afrique de l'Ouest. Il fut abattu le 4 février 1999 en soirée en bas de son immeuble par quatre policiers de Street Crime Unit de la Police de New York. Ils suspectaient le jeune homme d'être un violeur recherché. Diallo pensait qu'on lui demandait son portefeuille, il a donc mis la main dans sa poche pour le sortir. Les policiers ont déclaré avoir cru qu'il s'agissait d'une arme. Les quatre hommes ont tiré 41 balles alors que Diallo n'était finalement pas armé ; 19 l'ont touché.
Une violente polémique a éclaté à la suite de cet événement, symbolique pour certains de la brutalité policière et du profilage vis-à-vis d'une personne noire.

## Biographie
Amadou Diallo est né le 2 septembre 1975 à Sinoe au Libéria. Il est l'aîné d'une famille de quatre enfants d'origine guinéenne. Son père, Saikou, étant un commerçant prospère, il voyage beaucoup durant son enfance notamment au Togo, en Guinée, en Thaïlande et à Singapour. Bon élève, il fréquente beaucoup d'écoles dont l'École française internationale, l'Université de Cambridge, le British Consulate College en Thaïlande et le Asian Institute of Microsoft.
En 1996, il arrive aux États-Unis dans le but d'intégrer une école pour poursuivre ses études d'informatique et, afin de ne devoir sa réussite qu'à lui-même, il décide de monter une entreprise avec son cousin. D'abord réticent, son père le soutient, sécurisé par l'encadrement familial dont il dispose à New York. Il partage un appartement situé au 1157 Wheeler Avenue à Soundview (en) dans le Bronx avec son cousin et un ami.
Après avoir été livreur, il devient vendeur ambulant de chaussettes, de gants et de vidéos dans la 14e rue à Manhattan où il travaille six jours par semaine et douze heures par jour. Amadou Diallo travaillait sous une fausse identité de réfugié politique mauritanien.

### L'affaire Diallo

#### Bavure policière
Amadou Diallo, tout juste revenu du travail, décide de sortir chercher quelques provisions. Arrivé en bas de son immeuble, des policiers en civil à la recherche d'un violeur en série correspondant à son profil tentent de l'interpeller. Après qu'ils se furent identifiés comme policiers, Amadou aurait mis la main à sa poche et les policiers lui auraient tiré dessus, croyant qu'il tentait de sortir une arme. Cette version est cependant réfutée par la famille de la victime, qui affirme que les coups de feu ont été tirés sans sommation. Il s'ensuit une série de 41 coups de feu des policiers lorsque Diallo, blessé, tente de s'enfuir vers son appartement du premier étage. Un policier lancé à sa poursuite se blesse en tombant dans l'escalier, rajoutant un peu plus de confusion.
Amadou ne portait pas d'arme et n'avait pas de casier judiciaire.

#### Polémique
Les quatre policiers – Edward McMellon, Sean Carroll, Kenneth Boss et Richard Murphy – sont tous blancs et le nombre important de tirs sur une personne désarmée et issue d'une minorité provoque un flot de critiques et de manifestations. Reprise par les médias, l'idée de la bavure policière semble incontestable et des rapprochements avec l'affaire Rodney King, symbole de la brutalité policière aux États-Unis, sont faits.
Des manifestations ont lieu à New York mais aussi en Guinée. Les rassemblements à New York sont organisés au début quasi-quotidiennement par le révérend Al Sharpton. Au départ de quelques dizaines puis centaines de personnes, elles réunissent bientôt des milliers de manifestants de toutes origines confondues et tous les responsables communautaires affichent leur indignation.
Le maire de New York, Rudolph Giuliani, soutient quant à lui les policiers et leurs agissements. Le maire républicain s'étant fait élire en partie sur ses promesses de lutte contre le crime, le fait que les policiers appartiennent à la Street Crime Unit, unité de lutte anticriminalité qu'il a lui-même mis en avant, pose un problème majeur. Il mettra plusieurs semaines avant de rencontrer des représentants de la communauté noire.

#### Le procès
Les quatre policiers plaident non coupables à leur procès et qualifient leur acte d'« horrible méprise ». Ils attribuent leurs tirs répétés au stress.
Trois d'entre eux avaient déjà fait l'objet de plaintes pour des bavures dans l'exercice de leurs fonctions, mais avaient tous gagné leurs procès respectifs.
Le procès s'est tenu le 25 février 2000 à Albany dans l'État de New York. Ils furent acquittés par un jury de douze personnes (huit blancs et quatre noirs) mais sont astreints à ne plus effectuer que des tâches administratives,.
Le verdict fut vécu comme une injustice par la famille de la victime et la communauté afro-américaine.
La Street Crime Unit à laquelle appartenaient les policiers a été dissoute en 2002 en raison de la publicité négative de ce scandale.

#### Changement de maire
Le nouveau maire de New York, Michael Bloomberg, échaudé par un procès de la famille envers la municipalité et se montrant plus conciliant que l'ancien maire, Giuliani, a fait des excuses au nom de la ville, a nommé la rue du drame au nom d'Amadou Diallo et a signé un accord avec la famille de la victime stipulant un versement à la famille de 3 millions de dollars,.
Cette somme servira entre autres à la fondation « Amadou Diallo Inc » d'aide aux jeunes étudiants africains créée en mémoire d'Amadou par sa mère, Kadiatou.
En 2006, une autre bavure policière a lieu. Sean Bell est tué dans le Queens, dans des circonstances assez similaires, ce qui a rappelé la mort de Diallo. Bloomberg ne commet pas la même erreur que Giuliani et convie avec le chef de la police Ray Kelly la famille de la victime, les principaux chefs religieux et plusieurs élus municipaux. Cela sera cependant vu comme une opération de communication éludant les questions de fond.

## Culture populaire
Ces faits ont notamment inspiré des chansons qui font référence à Amadou : Amadou Diallo de Bambu Station, Diallo de Wyclef Jean, Elie Kamano et Youssou N'Dour, Things I've Seen de The Spooks et American Skin (41 Shots) de Bruce Springsteen mais également de Akon, Capone-N-Noreaga, Common, DMX, Erykah Badu, Fabolous, Immortal Technique, Jay-Z, KRS-One, Lauryn Hill, Mos Def, Snowgoons, Army of the Pharaohs, Public Enemy, Rage Against the Machine, Roni Size, Terry Callier, Indépendant de Booba, Zack de la Rocha, Lim, Ziggy Marley, Buju Banton, Damian Marley, Bunny Wailer, Yami Bolo (en), Morgan Heritage, Alpha 5.20 (Pression sanguine), Mr R (41 balles), Trivium, Le Tigre et Ambrose Akinmusire. Le prénom du jeune homme est aussi prononcé au début d'Ante Up de MOP, sample repris dans The Time is Now de John Cena.
Les films La 25e heure, Phone Game ou encore Les Fils de l'homme y font référence.
L'épisode 5 de la saison 17 de la série New York, unité spéciale, intitulé Enquête parallèle, fait référence à la mort d'Amadou Diallo. Dans cet épisode, à l'issue d'une course poursuite, un homme noir est abattu par plusieurs policiers blancs devant son immeuble alors qu'il met sa main dans sa poche. Aucune arme n'est retrouvée sur lui. La victime a été confondue avec un autre homme suspecté de viol.